# Fuel for the Hate Game
Fuel for the Hate Game is het tweede studioalbum van Hot Water Music en werd uitgebracht in 1998 door Toybox Records en No Idea Records. Latere heruitgaven albums gaven enkel No Idea Records aan als platenmaatschappij. Fuel for the Hate Game wordt door emo-fans als een van de belangrijkste emo-albums van de late jaren 90 gezien.

## Nummers
1. "220 Years" - 4:46
2. "Turnstile" - 3:27
3. "Blackjaw" - 3:12
4. "Trademark" - 3:16
5. "Freightliner" - 3:17
6. "The Sleeping Fan" - 4:29
7. "Facing And Backing" - 4:02
8. "Rock Singer" - 3:52
9. "North And About" - 3:26
10. "Difference Engine" - 3:18
11. "Drunken Third" - 3:57

## Band
- Chuck Ragan - gitaar, zang
- Chris Wollard - gitaar, zang
- Jason Black - basgitaar
- George Rebelo - drums